# Smilozuch
Smilozuch (Smilosuchus) – rodzaj wymarłego archozaura z kladu Crurotarsi i rzędu fitozaurów. Gatunkiem typowym jest Smilosuchus gregorii; Stocker (2010) przeniosła do tego rodzaju dwa dodatkowe gatunki – S. adamanensis (opisany jako Machaeroprosopus adamanensis, później zaliczony do rodzaju Leptosuchus) i S. lithodendrorum (opisany jako Machaeroprosopus lithodendrorum, później uznany za młodszy synonim Leptosuchus crosbiensis).
Żył w okresie późnego triasu (230–200 mln lat temu) na terenach obecnej Ameryki Północnej.
Był jednym z największych drapieżników swoich czasów. Miał stosunkowo krótki i wysoki pysk, masywną czaszkę, zróżnicowane uzębienie z dużymi „kłami” na początku pyska, służącymi do zabijania dużych ofiar. Czaszka smilozucha osiągała długość 100–155 cm, a całe zwierzę dorastało do 12 metrów.